# روجر دبليو. ميلز
روجر دبليو. ميلز (بالإنجليزية: Roger W. Mills)‏ هو اقتصادي بريطاني، ولد في 13 فبراير 1951 في غلدفورد في المملكة المتحدة.

## وصلات خارجية
- الموقع الرسمي